# Mīrţāher
Mīrţāher (persiska: میرطاهر) är en ort i Iran.   Den ligger i provinsen Kermanshah, i den nordvästra delen av landet, 400 km väster om huvudstaden Teheran. Mīrţāher ligger 1 459 meter över havet och antalet invånare är 107.
Terrängen runt Mīrţāher är huvudsakligen kuperad, men åt sydväst är den bergig.Runt Mīrţāher är det ganska tätbefolkat, med 60 invånare per kvadratkilometer. Närmaste större samhälle är Şaḩneh, 18,7 km sydost om Mīrţāher. Trakten runt Mīrţāher består till största delen av jordbruksmark.